# 프랑크인의 왕
여기서는 프랑크족이 세운 프랑크 왕국의 군주의 목록을 다룬다.
프랑크족은 원래 군사적 성격의 명칭인 둑스(dux)와 소왕을 뜻하는 레굴리(reguli)가 지배하였다. 509년경 잘리어 왕가와 메로빙거 왕가가 여러 작은 부족과 소왕을 통합하면서 비로소 규모있는 집단이 되었고 카롤링거 왕조가 들어서면서부터 본격적인 “프랑크의 왕”의 칭호를 쓰게 되었다.
나중에 카롤링거 왕조는 동프랑크 왕국, 서프랑크 왕국, 중프랑크 왕국으로 나뉘면서 “프랑크의 왕”(rex Francorum )의 칭호는 자연스럽게 사라졌다.

## 모든 프랑크인의 왕 (450 - 511)

### 메로베우스 왕조
잘리어 프랑크족의 주요군주
- 클로디오 (426–447)
- 메로베우스 1세 (메로비치) (450–458 (?)) : 메로빙거 왕조의 이름이 바로 이 메로베치에서 유래함
- 힐데리히 1세 (힐데리히 1세) (458–481) : 메로베치의 아들
- 클로도베쿠스 1세 (클로비스 1세) (481–511) :  힐데리히의 아들로 나중에 갈리아 전체를 통합함

본문 메로베우스 왕조 참조.
| 이름과 제위 년도                                       | 초상 | 탄생                                                     | 결혼과 자녀                                                   | 사망                         | 혈통                                    |
| ------------------------------------------------------ | ---- | -------------------------------------------------------- | ------------------------------------------------------------- | ---------------------------- | --------------------------------------- |
| 메로베우스 1세 MEROVEVSI 450 - 458(?)                  |      | 411년 (?) 투르네 클로디오와 바신느(?)의 아들             | 베리카 자녀 두 명                                             | 458년 (?) 47/47세            | 살리 프랑크인의 왕                      |
| 킬데리쿠스 1세 CHILDERICVSI 458 - 481                  |      | 437년 (?) ? 메로베우스 1세와 베리카의 아들               | 튀링겐의 바신느 464년 자녀 네 명                              | 481년 (?) 43/44세 투르네     | 메로베우스 1세의 아들                   |
| 클로도베쿠스 1세 CHLODOVECHVSI 481년 - 511년 11월 27일 |      | 466년 (?) 투르네 킬데리쿠스 1세와 튀링겐의 바신느의 아들 | 1) 이름 미상의 첩 아들 한 명 (2) 성 클로틸드 493년 자녀 네 명 | 511년 11월 27일 44/45세 파리 | 킬데리쿠스 1세와 튀링겐의 바신느의 아들 |

## 초기의 군주들
507년 리푸아리아 프랑크족도 클로비스를 왕으로 받아들인다.

쾰른 족의 주요 군주
- 쾰른의 힐데베르트 : 리푸아리안의 클로도베크의 손자
- 클로데리히
- 문데리히

캉브레 족의 군주
- 클로디오 (426–447), 잘리어족의 왕
- 라그나카르, 클로디오의 후손이나 자세한 관계는 알려지지 않았음. 잘리어 족의 클로비스 1세에게 살해당함

## 메로빙거왕조의 프랑크 왕
전체 프랑크
- 클로비스 1세, 509년–511년

클로비스 1세는 로마 제국의 영토 뿐만 아니라 서고트족의 남부 프랑스 영토를 병합하여 갈리아 전체를 통합하였으며 작은 프랑크 소왕국을 하나로 통합했다. 그는 파리에 중심을 두고 수아송, 랭스, 메츠, 오를레앙에 각각 주요 거점을 두었다.  그의 사후 왕국은 네 명의 아들에 의해 각 거점별로 나누어 지게 된다.
| 수아송 - 클로타르 1세, 511년–561년 | 파리 - 힐데베르트 1세, 511년–558년 - 클로타르 1세, 558년–561년 | 오를레앙 - 클로도머, 511년–524년 - 힐데베르트 1세, 524년–558년 - 클로타르 1세, 558년–561년 | 랭스 - 토이데리히 1세, 511년–534년 - 토이데베르트 1세, 534년–548년 - 토이데발트, 548년–555년 - 클로타르 1세, 555년–561년 |

클로타르 1세는 형제들의 죽음 이후 모든 프랑크 왕국을 계승 받게 된다. 그러나 그것도 잠시 그가 죽가 다시 프랑크 왕국은 그의 4명의 아들들에 의해 쪼개진다. 그리고 그 이전(539년)에 알레마니아 왕국이 성립, 744년에 궁재령으로 넘어갔다(영어위키에서 발췌).(메로빙거 알레만왕참조)
한편 영지를 분할받지 못한 클로타르의 서자 군도발트는 584년 아키텐을 차지하고 스스로 아키텐이 된다.
| 수아송 (후에 네우스트리아) - 힐페리히 1세, 561년–584년 - 클로타르 2세, 584년–629년 | 파리 - 하리베르트 1세, 561년–567년 - 힐페리히 1세, 567년–584년 - 클로타르 2세, 584년–629년 | 오를레앙 (후에 부르고뉴) - 군트람, 561년–592년 - 힐데베르트 2세, 592년–595년 - 토이데리히 2세, 595년–613년 - 지게베르트 2세, 613년 - 클로타르 2세, 613년–629년 | 랭스와 메츠 (아우스트라시아) - 지게베르트 1세, 561년–575년 - 힐데베르트 2세, 575년–595년 - 토이데베르트 2세, 595년–612년 - 토이데리히 2세, 612년–613년 - 지게베르트 2세, 613년 - 클로타르 2세, 613년–623년 | 아키텐 - 군도발트, 584년–585년 |

수아송의 왕 클로타르 2세는 아우스트라시아의 브룬힐다와 그녀의 손자를 꺾고 왕국을 통합한다. 그러나 623년 왕국의 국경강화를 위해 아들에게 아우스트라시아를 넘기고 왕에 앉힌다. 그의 아들은 629년에 아키텐의 왕이 되고 계승자인 다고베르트 1세는 634년에 아우스트라시아의 왕이 된다.
| 네우스트리아와 부르고뉴 - 다고베르트 1세, 629년–639년 - 클로비스 2세, 639년–658년 - 클로타르 3세, 658년–673년 - 토이데리히 3세 673년 - 힐데리히 2세, 673년–675년 - 토이데리히 3세, 675년–691년 | 아키텐 - 하리베르트 2세, 629년–632년 - 힐페리히, 632년 - 다고베르트 1세, 632년–639년 | 아우스트라시아 - 다고베르트 1세, 623년–634년 - 지게베르트 3세, 634년–656년 - 힐데베르트 3세 양자왕, 656년–661년 - 클로타르 3세, 661년–662년 - 힐데리히 2세, 662년–675년 - 클로비스 3세, 675년–676년 - 다고베르트 2세, 676년–679년 |

679년, 토이데리히 3세는 다시 한번 모든 프랑크의 소왕국을 통일한다. 이 때부터 잠시 내전기간을 제외하고 프랑크는 1개의 통일 왕조로 간주된다.
- 클로비스 4세, 691년–695년
- 힐데베르트 4세, 695년–711년
- 클로타르 4세, 717년–720년
- 다고베르트 3세, 711년–715년
- 힐페리히 2세, 715년–721년, 네우스트리아와 부르군드
  - 클로타르 4세, 717년–720년, 아우스트라시아의 대립왕
- 토이데리히 4세, 721년–737년
- 왕위 공백기간 737년–743년
  - 카를 마르텔 : 직무대행(737년–741년)
- 힐데리히 3세, 743년–751년
- 토이데리히 5세 : 힐데리히 3세의 황태자. 755년 사망

## 카롤링거 왕조

### 궁재
원래 카롤링거 왕조는 메로빙거 왕조의 궁재였다. 687년, 헤르스탈의 피핀은 "프랑크의 공작과 백작"(dux et princeps Francorum)의 지위를 얻고 사실장 전권을 행사하였다. 연대기 사가들은 이때부터를 사실상의 피핀의 재위기간으로 본다.
- 피핀 1세 (아우스트라시아: 623–629  및 639–640)
- 그리모알트 1세 (아우스트라시아: 643–656; 662년 죽음)
- 피핀 2세 (아우스트라시아: 680–714, 네우스트리아 및 부르고뉴: 687–695)
- 드로고 (부르고뉴: 695–708)
- 그리모알트 2세 (네우스트리아: 695–714, 부르고뉴: 708–714)
- 테우도알트 (아우스트라시아, 네우스트리아, 및 부르고뉴: 714–716)
- 카롤루스 마르텔 (아우스트라시아: 715–741, 네우스트리아 및 부르고뉴: 718–741)
- 카를로만 (아우스트라시아: 741–747)
- 피핀 3세 (네우스트리아 와 부르고뉴: 741–751, 아우스트라시아: 747–751)

751년, 피핀 3세는 프랑크의 왕이 되었고 궁재의 직위는 없어졌다. 카롤링거 왕조가 메로빙거 왕조를 대체하게 된다.

### 프랑크의 왕
- 단신왕 피핀 (751년–768년)
  - 카를로만 (768년–771년), 네우스트리아, 부르고뉴, 알레만니아의 군주
- 샤를마뉴(카롤루스 대제) (768년–814년) (처음엔 아우스트라시아, 아키텐, 북부 네우스트리아로 시작함), 774년 롬바르드의 왕, 800년 신성로마황제
  - 네우스트리아&프랑코니아: 소 샤를(790년–811년)
  - 이탈리아: 피핀 (781년–810년); 베르나르도(810년–817년)
  - 아키텐: 경건왕 루트비히 (781년–814년)
- 경건왕 루트비히, 황제 및 프랑크의 왕 (814년–840년)
  - 이탈리아: 로타르 1세(817년–839년)
  - 바이에른: 로타르 1세(815년–817년) ; 독일왕 루트비히, 817–843
  - 아키텐: 피핀 1세 (817–838) ; 샤를 대머리왕(838–855)과 피핀 2세(838–851)가 경쟁함

### 베르덩 조약 이후
경건왕 루트비히는 생전에 자신의 영토를 여러 부분으로 분할했다.  838년의 마지막 분할에서 그는 아키텐을 포함한 서쪽을 대머리 카를에게, 이탈리아를 포함한 동쪽을 로타르에게, 나머지를 루트비히에게 넘겨주었다. 그러나 840년 아버지 루트비히가 죽자 아들들은 내전에 돌입하여 3년 동안 내전이 벌어졌고 843년 베르됭 조약으로 프랑크 왕국은 최종 분할되었다. 로타르는 황제의 직위와 로타링기아, 이탈리아를 유지하고 카를은 서프랑크 왕국과 아키텐을 차지했다. 독일왕 루트비히는 나머지 동 프랑크 왕국 전체를 받았다. 이 세부분으로 나뉜 프랑크 왕국이 각각 오늘날의 이탈리아, 프랑스, 독일의 모태가 된다.
서 프랑크 왕국 (후에 프랑스)
중 프랑크 왕국
동 프랑크 왕국 (후에 독일)
- 샤를 대머리왕  (843년-877년), 875년부터는 이탈리아 왕 및 황제
  - 아키텐: 샤를  (855년-866년)
  - 네우스트리아: 루이 말더듬이 (856년-877년)
- 프랑크의 루이 2세  (877년-879년)
- 루이 3세  (879년-882년), 샤를로망과 공동 통치
- 샤를로망  (879년-884년)
  - 프로방스와 부르군드: 보소 5세 (881년-887년)
- 카를 비만왕  (884년-888년) 881년부터 황제
- 외드 (888년-898년) : 카롤링거 왕조 아님
  - 아키텐: 아키텐의 라눌프 2세(888년-889년)
  - 프로방스: 루트비히 3세 맹인왕(888년-924년)
- 샤를 단순왕  (898년-922년)
- 로베르 1세  (922년-923년) : 카롤링거 왕조 아님
- 라울  (923년-936년) : 카롤링거 왕조 아님
- 루이 4세   (936년-954년)
- 로테르   (954년-986년)
  - 아키텐: 루이 5세   (979년-986년)
- 루이 5세   (986년-987년)

이 다음으로 프랑스는 카페 왕조가 다스린다. 
자세한 것은 프랑스의 군주항목을 볼 것.
- 로타르 1세  (840년-855년)  840년부터 황제
  - 이탈리아: 루트비히 2세 (839년-875년)

855년 로타르가 죽자 그의 왕국은 아들들에게 분할 된다.
- 루트비히 2세 (855년-875년) 맏아들, 황제 및 이탈리아왕 상속
- 로타르 2세 (855년-869년), 둘째, 로타링기아 상속.
- 샤를 (855년-863년), 막내, 프로방스 상속.

루트비히 2세 사후 중프랑크 왕국은 분해되고, 이탈리아와 로타링기아, 프로방스, 부르군트 등으로 분리되었다. 이탈리아는 서프랑크의 샤를 대머리왕에게 넘어갔다가 동프랑크의 카를만, 카를 3세, 아르눌프를 거쳐서 제후들이 난립하였다.
자세한 것은 이탈리아의 군주를 볼 것.
로타링기아는 870년 메르센 조약으로 동프랑크와 서프랑크에 분할되었다가 루트비히 3세, 아르눌프, 츠벤티볼트, 샤를 단순왕을 거쳐서 925년 독일의 속국으로 편입되었다. 프로방스와 부르군트는 875년 서프랑크에 편입되었으나 프랑크의 루이 2세 사후 제후들이 난립하였다.
- 독일왕 루트비히  (843년-876년)
  - 바이에른: 카를만 (864년-880년)

루트비히는 그의 영토를 아들들에게 나주어 주었는데 최종적으로 882년 서자인 막내아들에게 모두 돌아감
- 카를만  (876년-880년), 바이에른 상속, 877년부터는 이탈리아왕.
- 루트비히 3세  (876년-882년), 작센, 프랑코니아, 튀링겐을 받음, 879년에 형 카를만에게 바이에른도 상속받음
- 카를 비만왕  (876년-887년), 알레마니아 상속, 879년 카를만에게 이탈리아왕을 882년 루트비히에게 동 프랑크를 받음 881년 황제가 됨

카를 3세의 퇴위후, 동프랑크는 조카에게 상속되었다.
- 아르눌프  (887년-899년), 896년부터 이탈리아의 왕 및 황제
  - 이탈리아: 라톨드 (896년)
  - 로타링기아: 츠벤티볼트 (895년-900년)
- 루트비히 유아왕  (899년-911년)
- 콘라두스 1세 (911년-918년)

루트비히 유아왕은 마지막 카롤링거 가문의 동 프랑크 왕이었다. 그는 콘라두스 1세에게 상속되었다가 그 다음 작센의 오토 왕조에게 넘어간다. 
자세한 것은 독일의 군주를 볼 것.

## 같이 보기
- 메로빙거 왕조
- 카롤링거 왕조
- 베르됭 조약
- 메르센 조약
- 리베몽 조약